# ボストン美術館

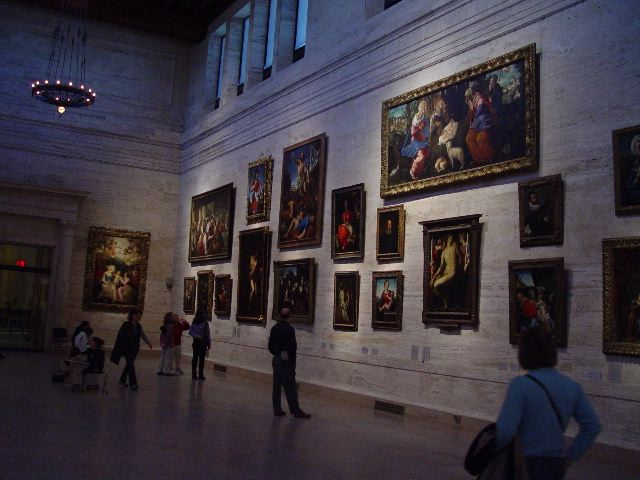
内部

ボストン美術館（英: Museum of Fine Arts, Boston、略称はMFA）は、アメリカ合衆国マサチューセッツ州ボストン市にある、全米有数の規模を持つ美術館。

## 概要
ボストン美術館は、1870年に地元の有志によって設立され、アメリカ独立百周年にあたる1876年に正式な形で開館した。王室コレクションや大富豪のコレクションが元になった美術館とは異なり、美術品がないゼロの状態からスタートし、有志による民間組織として運営されてきた点は、ニューヨークのメトロポリタン美術館が開館する経緯と類似している。所蔵品は50万点を数え、「古代」、「ヨーロッパ」、「アジア、オセアニア、アフリカ」、「アメリカ」、「現代」、「版画、素描、写真」、「染織、衣装」および「楽器」の8部門に分かれる。古代エジプト美術、フランス印象派絵画などが特に充実している。2010年には北中南米の芸術を展示するアメリカウィングが増築され、28%の増床となった。
ボストン美術館は、仏画、絵巻物、浮世絵、刀剣など日本美術の優品を多数所蔵し、日本との関係が深いことでも知られる。20世紀の初めには、岡倉天心が本館に在職しており、敷地内には彼の名を冠した小さな日本庭園「天心園」が設けられている。
隣接するスクール（英: the School of the Museum of Fine Arts, 通称the museum school）は美術館と同年の開設。現在ではタフツ大学と連携して学位プログラムを提供している。
入場料は大人27USドル。なお、入場時の半券は10日間有効で、再訪時に無料で入館することができる。
かつて、姉妹館として名古屋ボストン美術館があったが2018年10月8日をもって閉館している。
館名の英語表記は「Museum of Fine Arts, Boston」であり、「Boston Museum of Fine Arts」ではない。

## 主な収蔵品
Category:ボストン美術館の所蔵品も参照
収蔵品画像のほとんどは、公式サイトから検索・閲覧可能である。

### ヨーロッパ

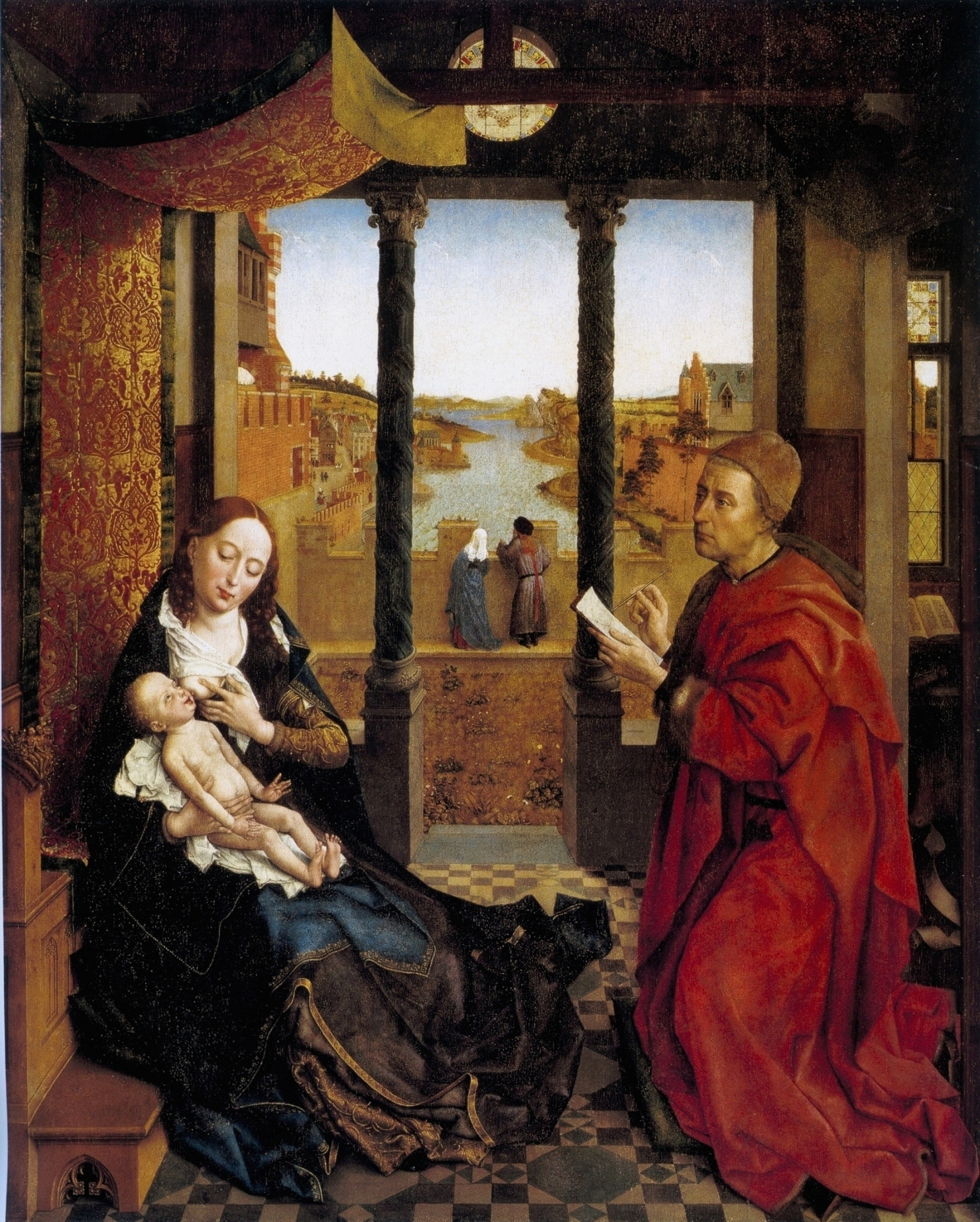
『聖母を描く聖ルカ』（1435-1440年、ロヒール・ファン・デル・ウェイデン）
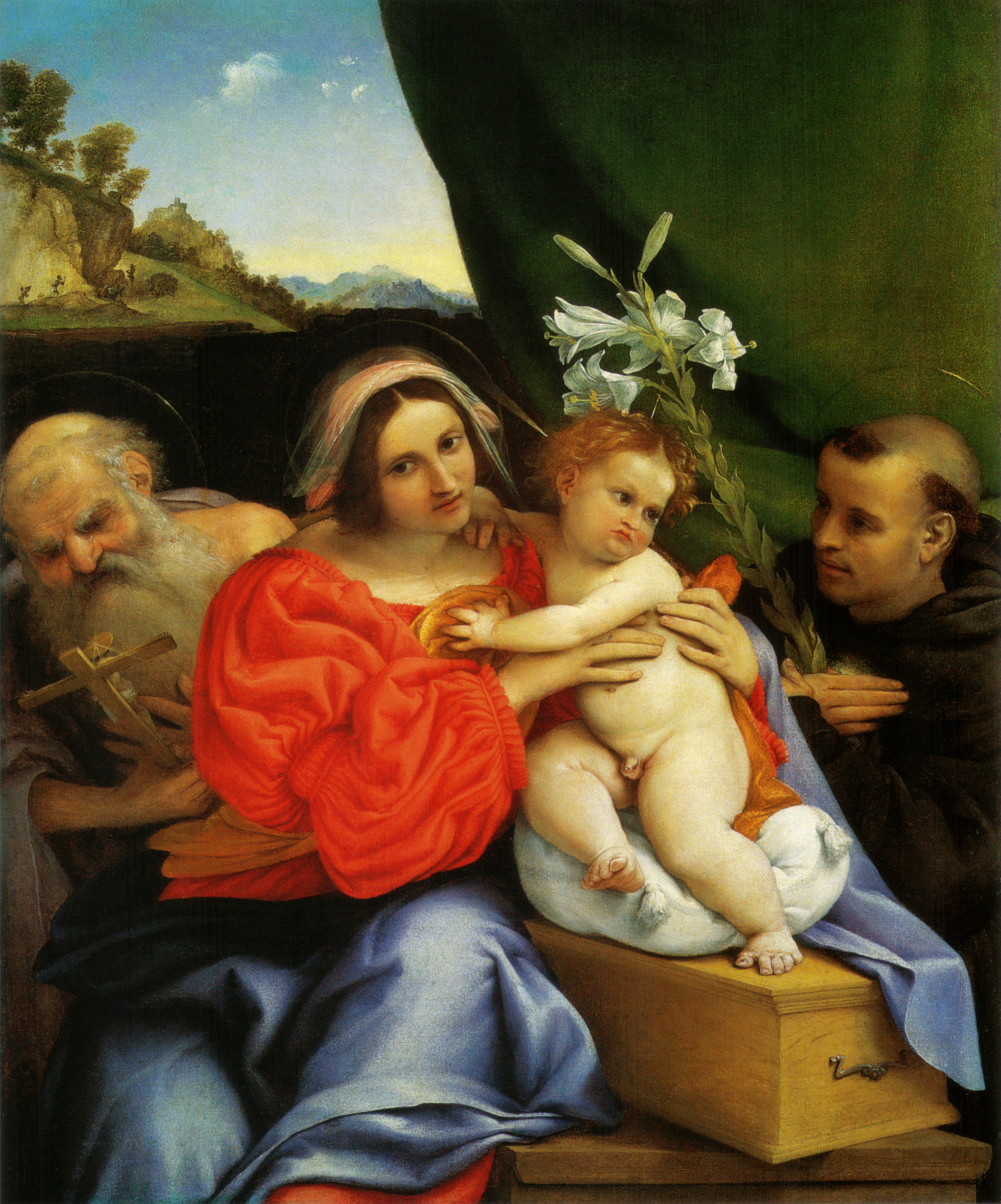
『聖母子と聖ヒエロニムス、トレンティーノの聖ニコラウス』（1523-1524年頃、ロレンツォ・ロット）
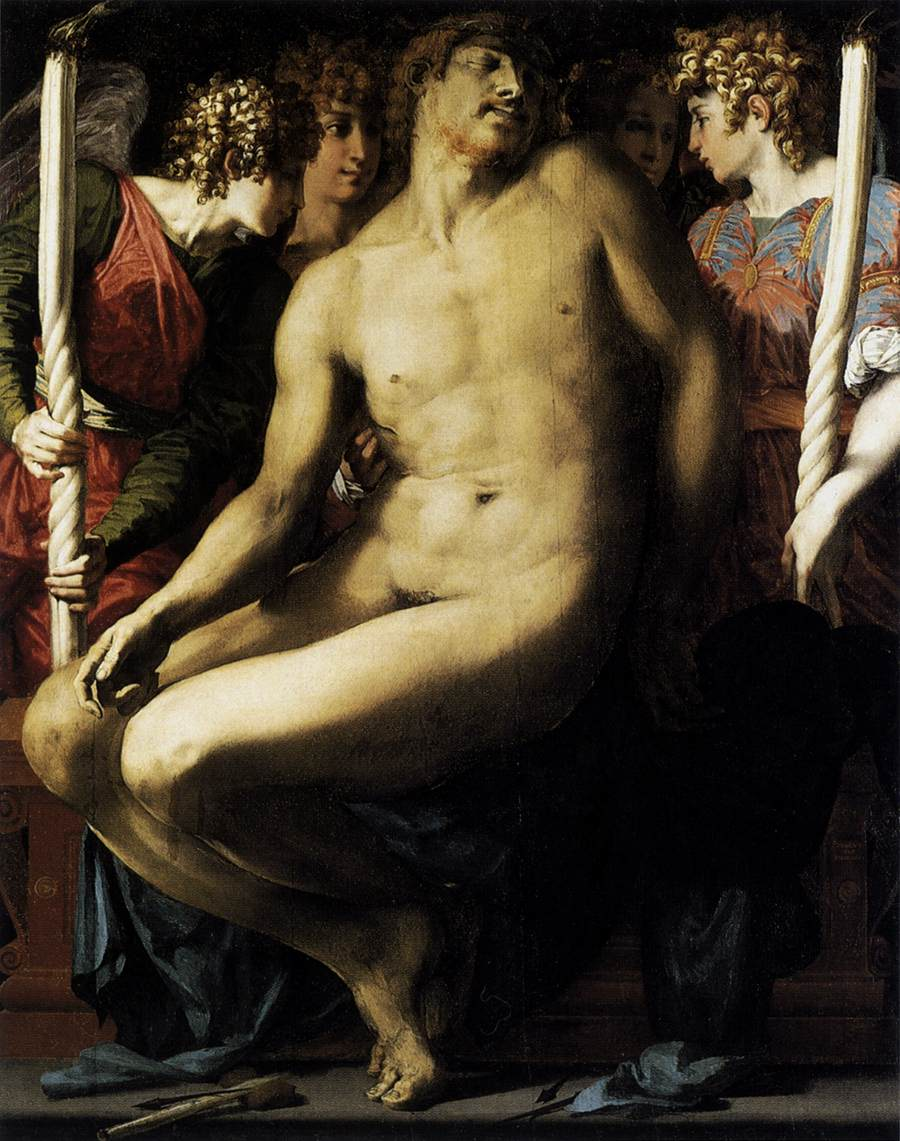
『死せるキリストと天使』（1525-1526年、ロッソ・フィオレンティーノ）
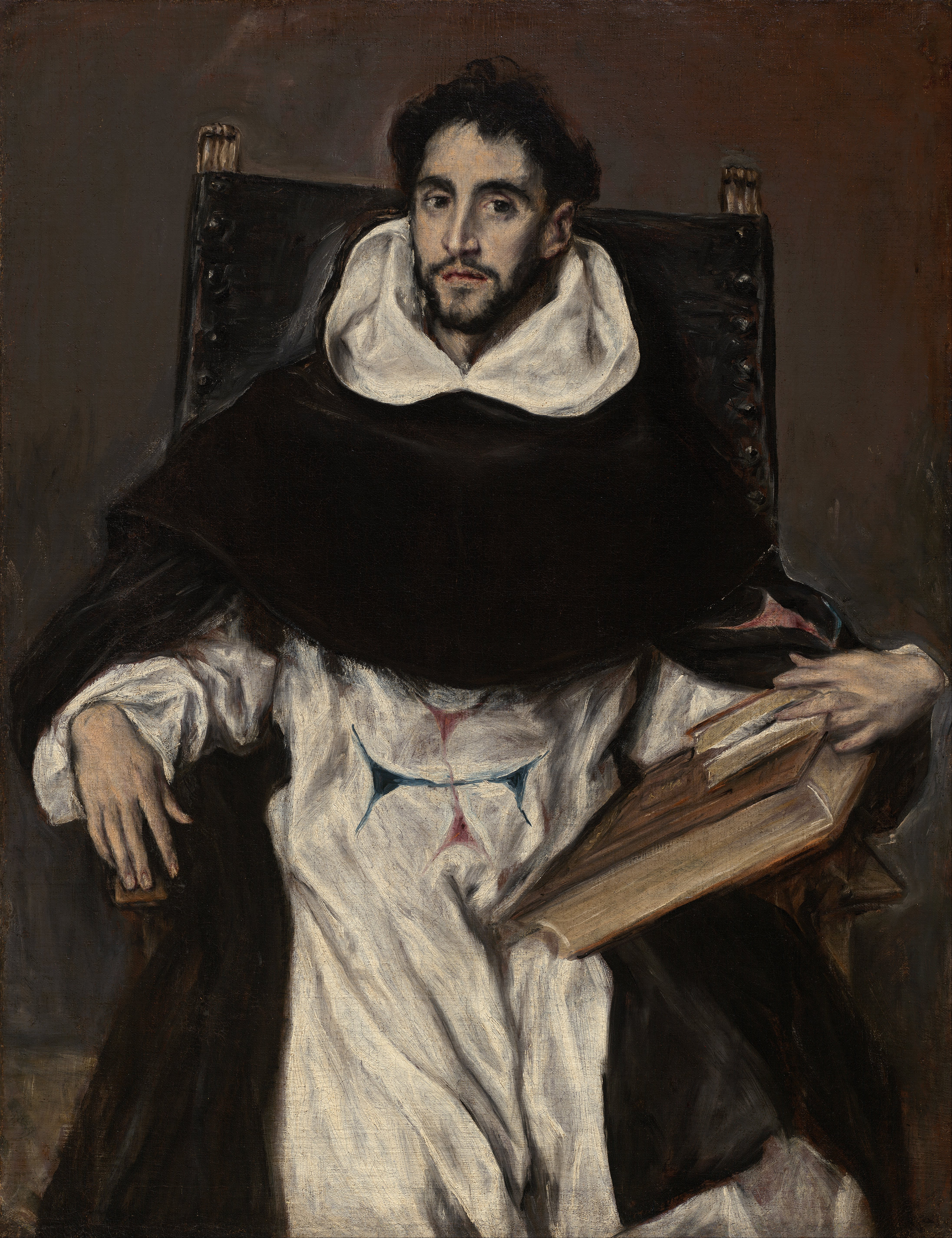
『修道士オルテンシオ・フェリス・パラビシーノの肖像』（1609年頃、エル・グレコ）
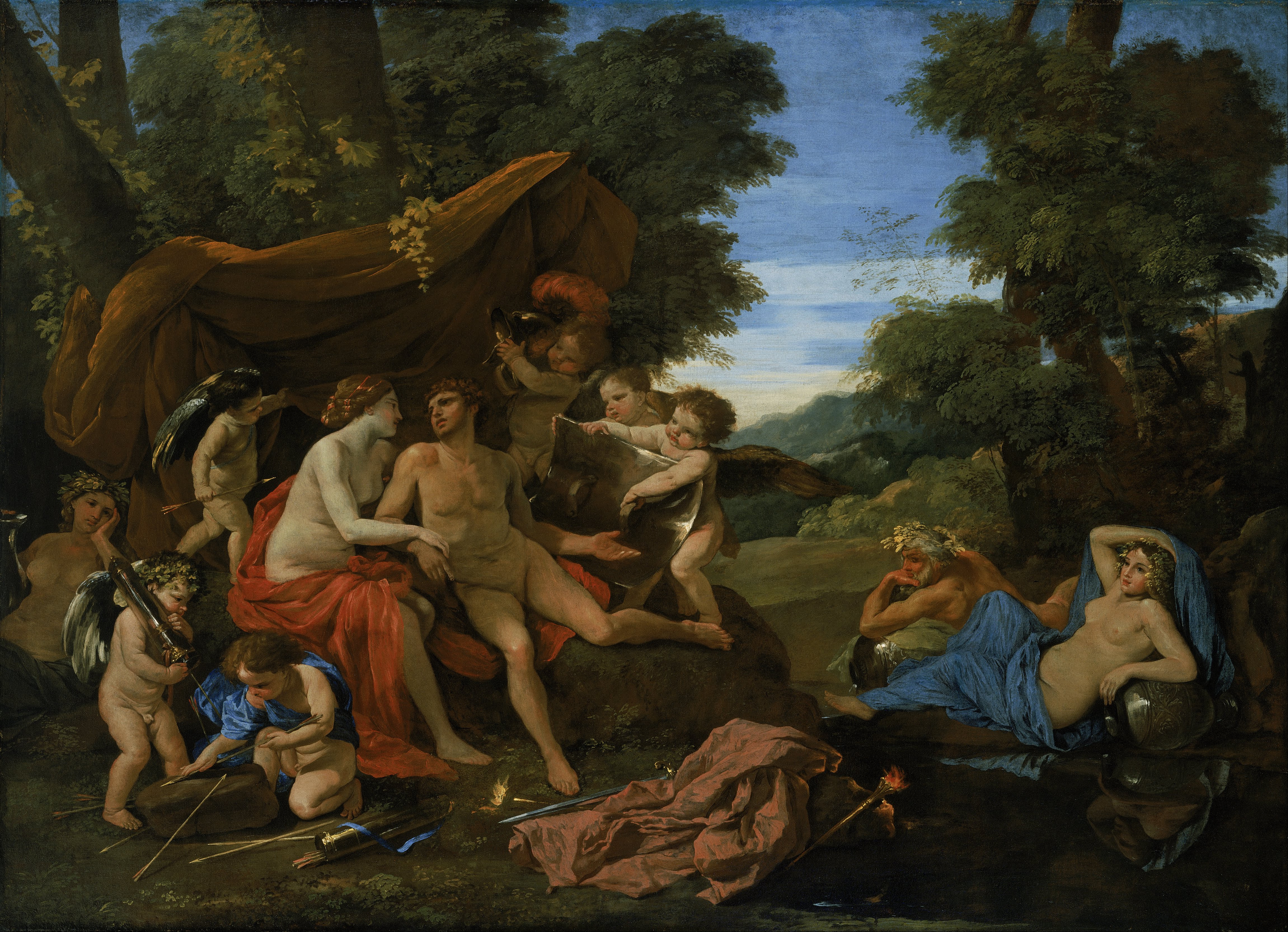
『マルスとヴィーナス』（1630年頃、ニコラ・プッサン）
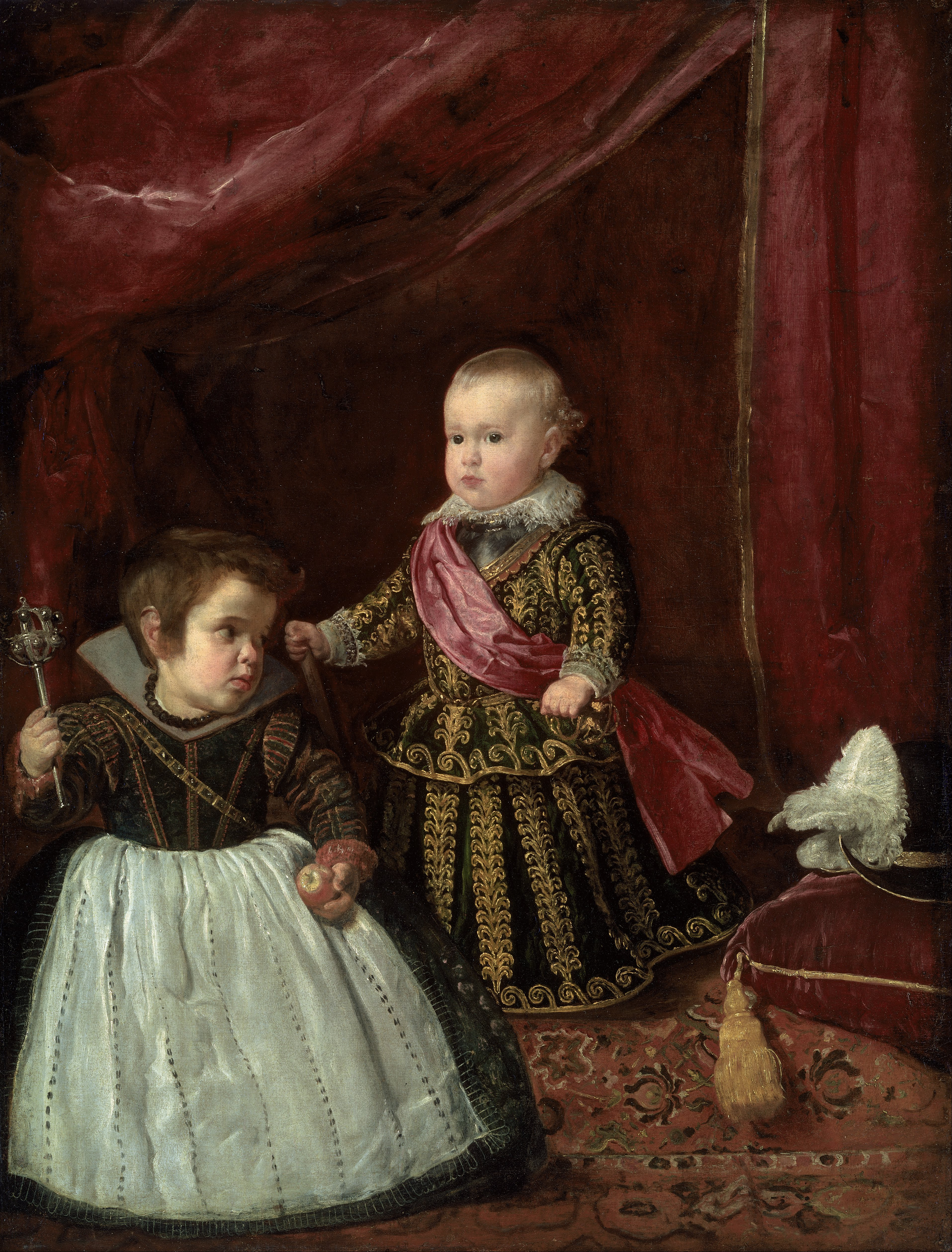
『皇太子バルタサール・カルロスと小人』（1632年、ディエゴ・ベラスケス）
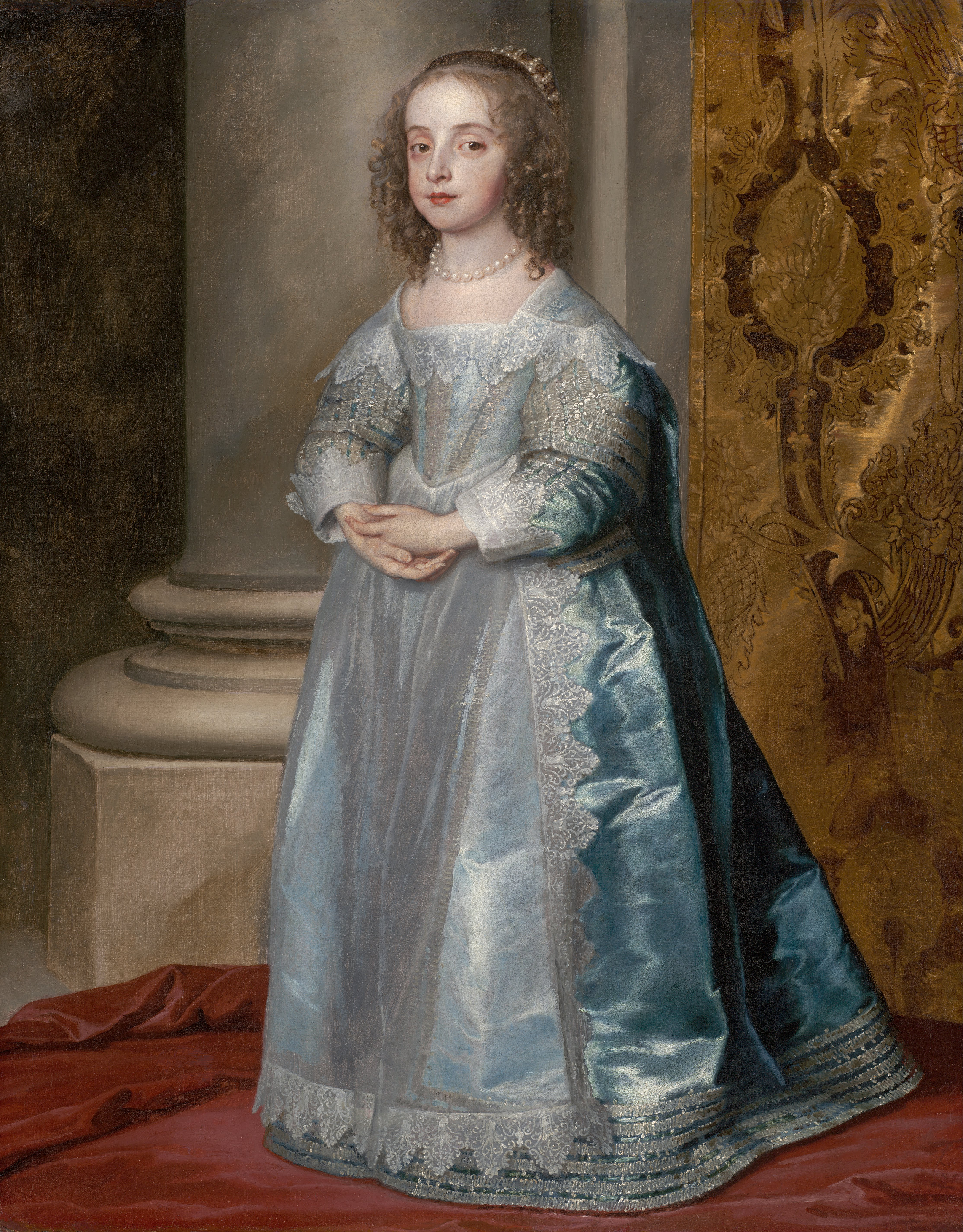
『チャールズ一世の娘、王女マリー』（1637年、アンソニー・ヴァン・ダイク）
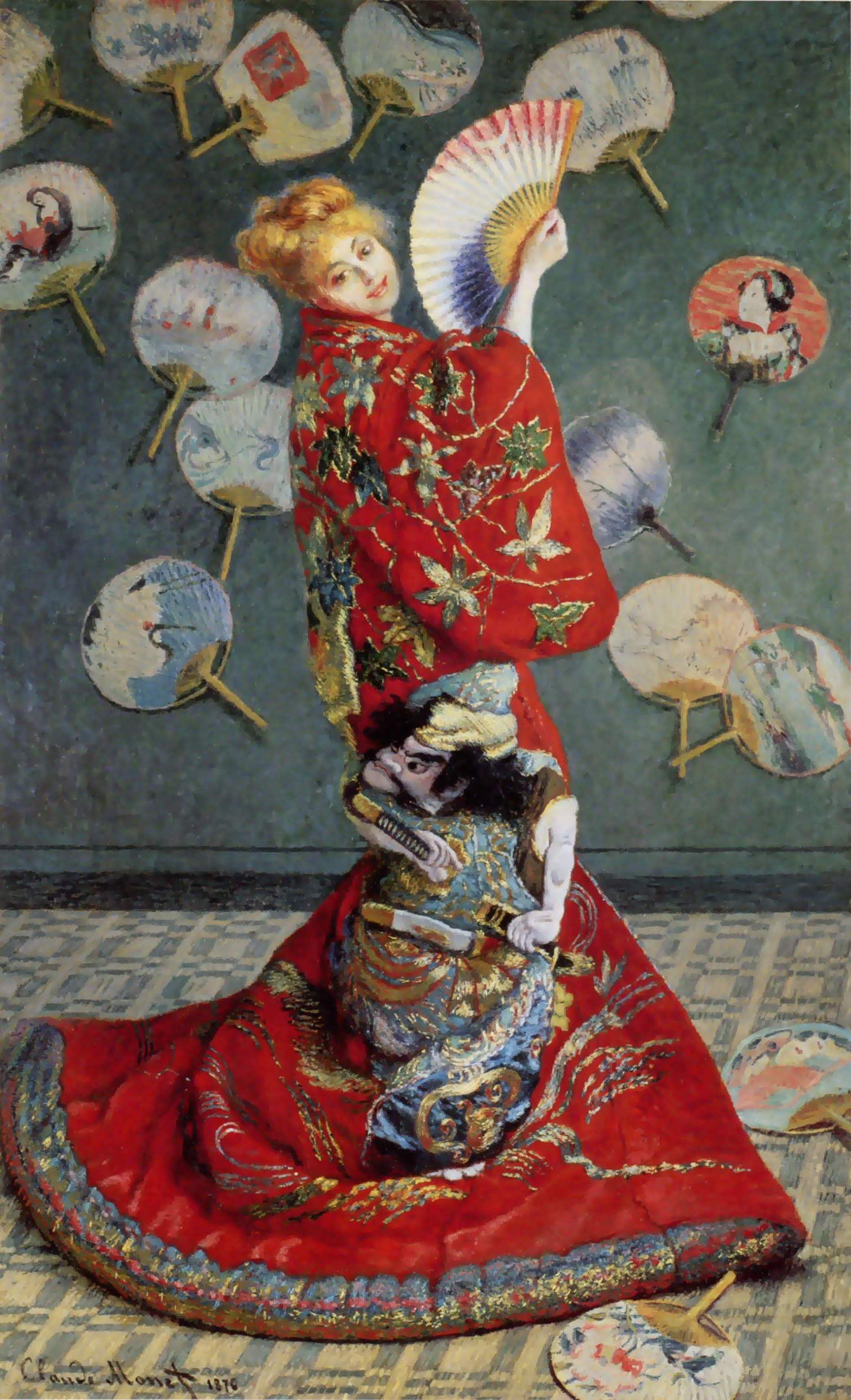
『ラ・ジャポネーズ』（1875年、クロード・モネ[4]）
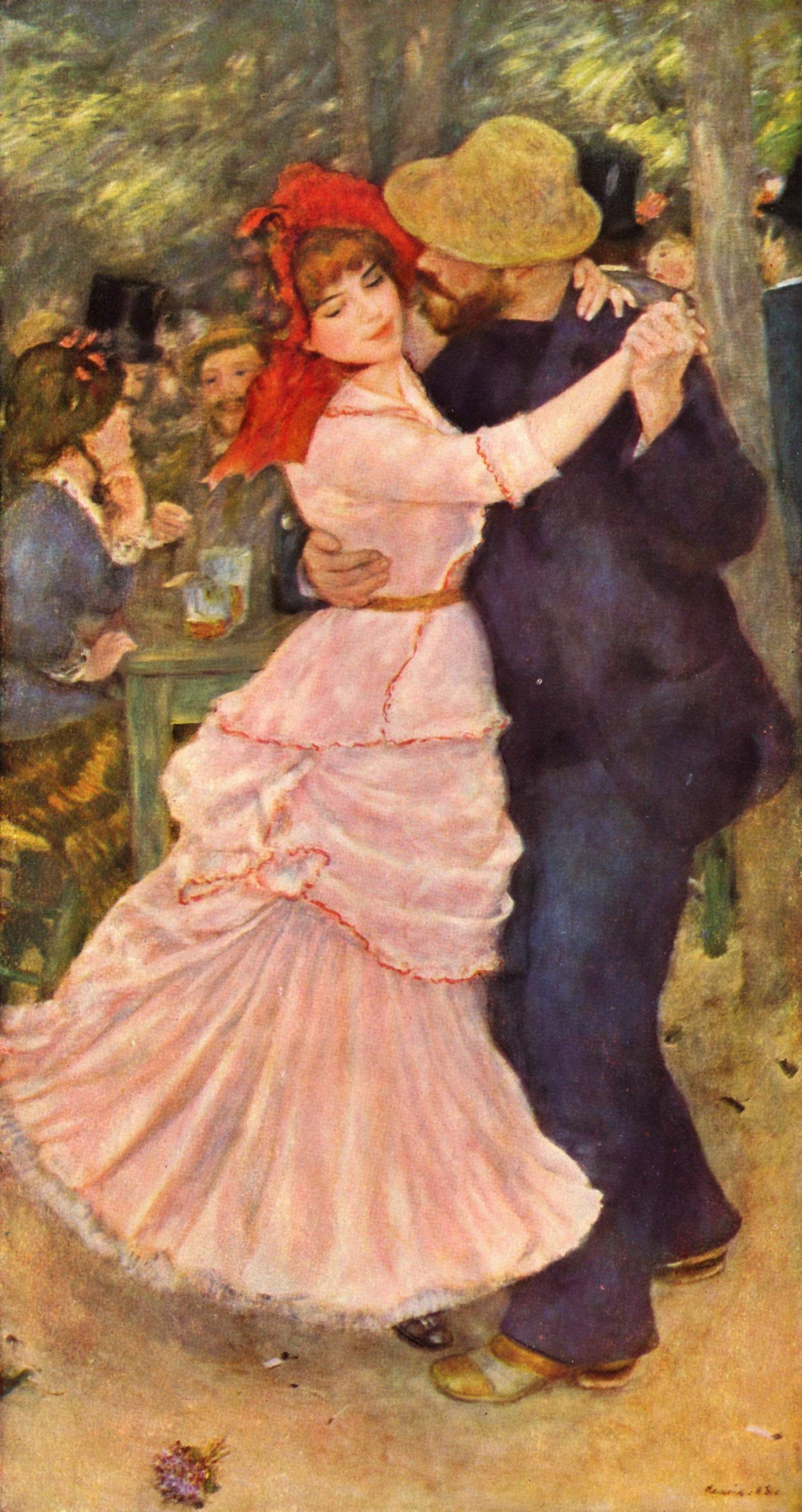
『ブージヴァルのダンス』（1883年、ピエール＝オーギュスト・ルノワール）
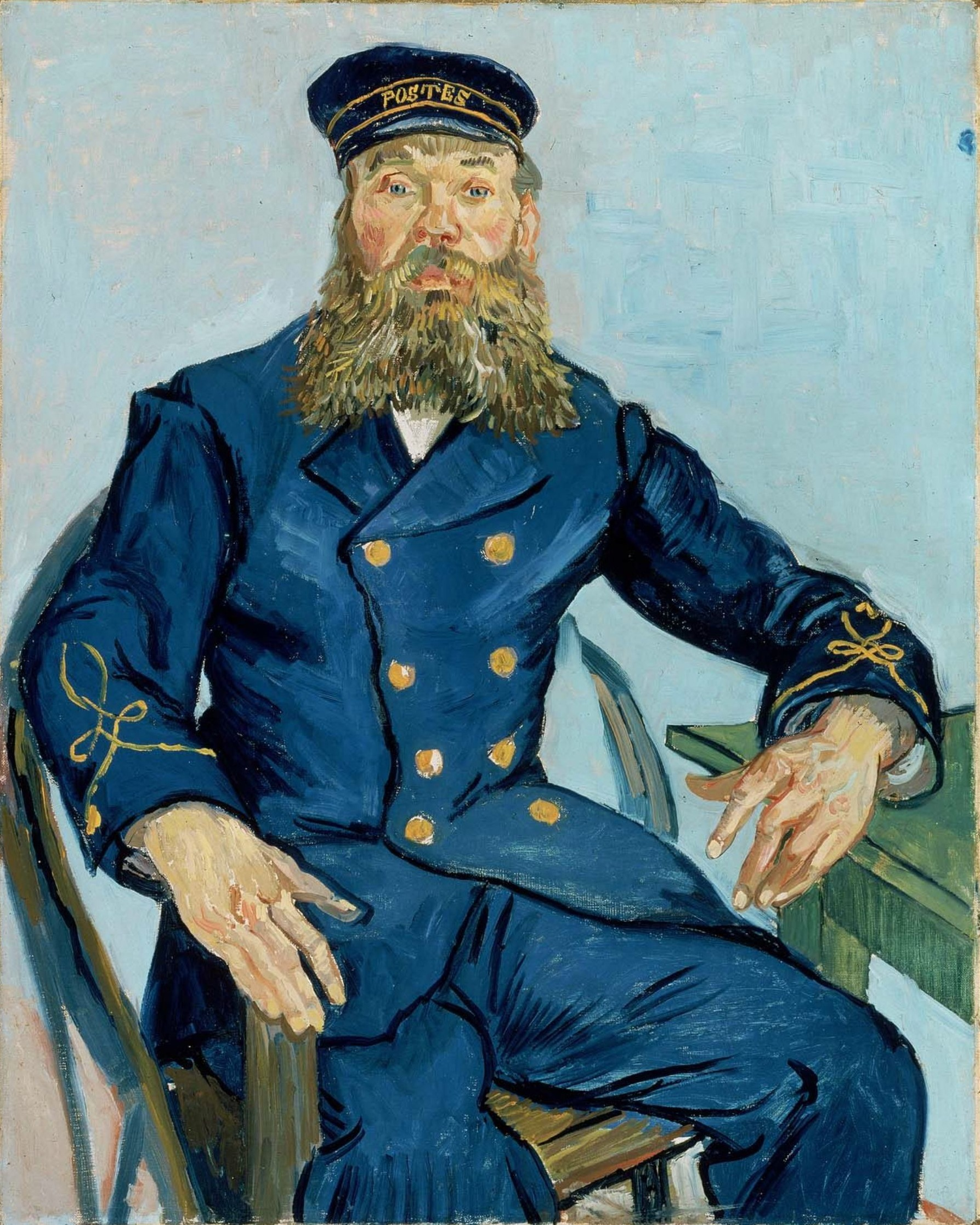
『郵便配達人ジョゼフ・ルーラン』（1888年、フィンセント・ファン・ゴッホ）
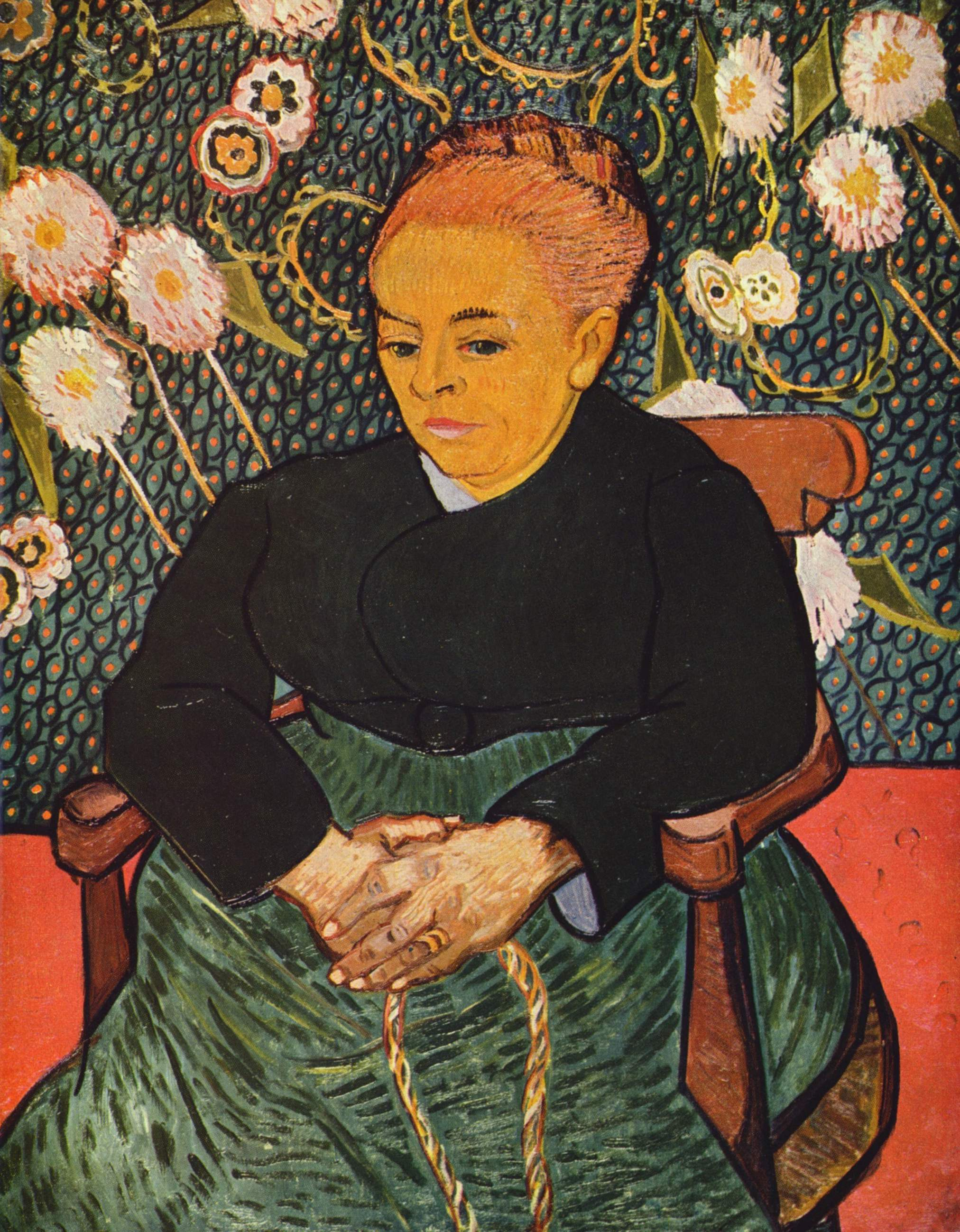
『ルーラン夫人ゆりかごを揺らす女』（1889年、フィンセント・ファン・ゴッホ）
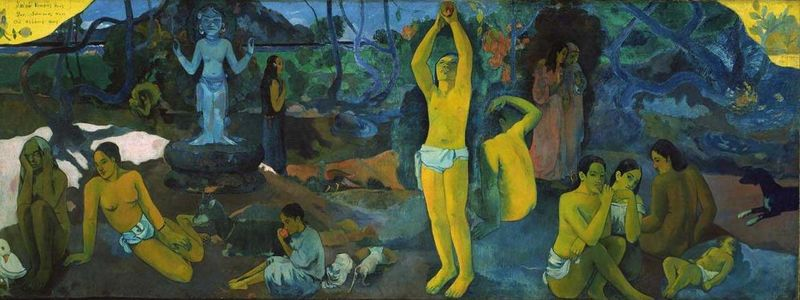
『われわれはどこから来たのか われわれは何者か われわれはどこへ行くのか』（1897年 - 1898年、ポール・ゴーギャン）
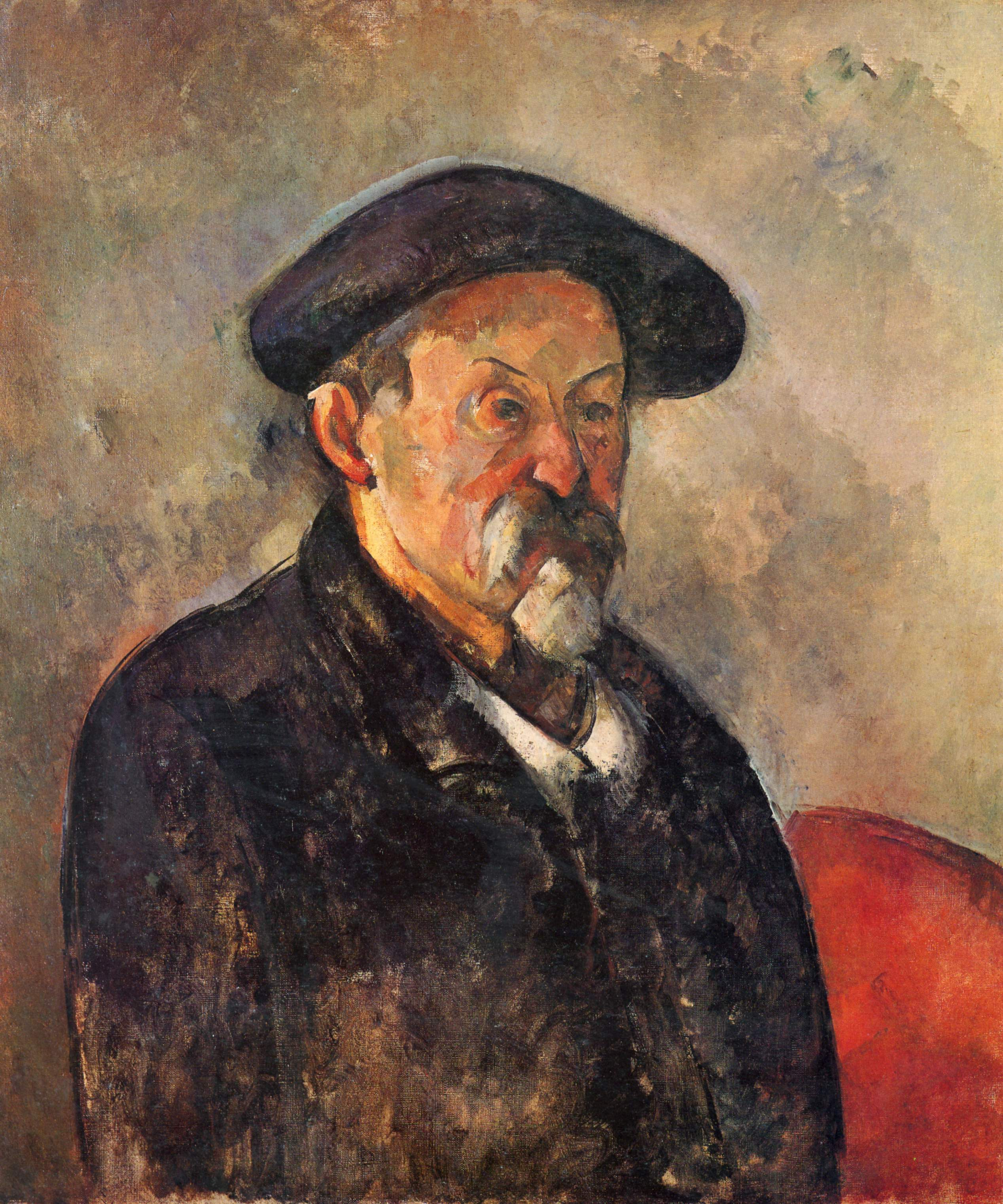
『自画像』（1898-1900年、ポール・セザンヌ）

### アメリカ

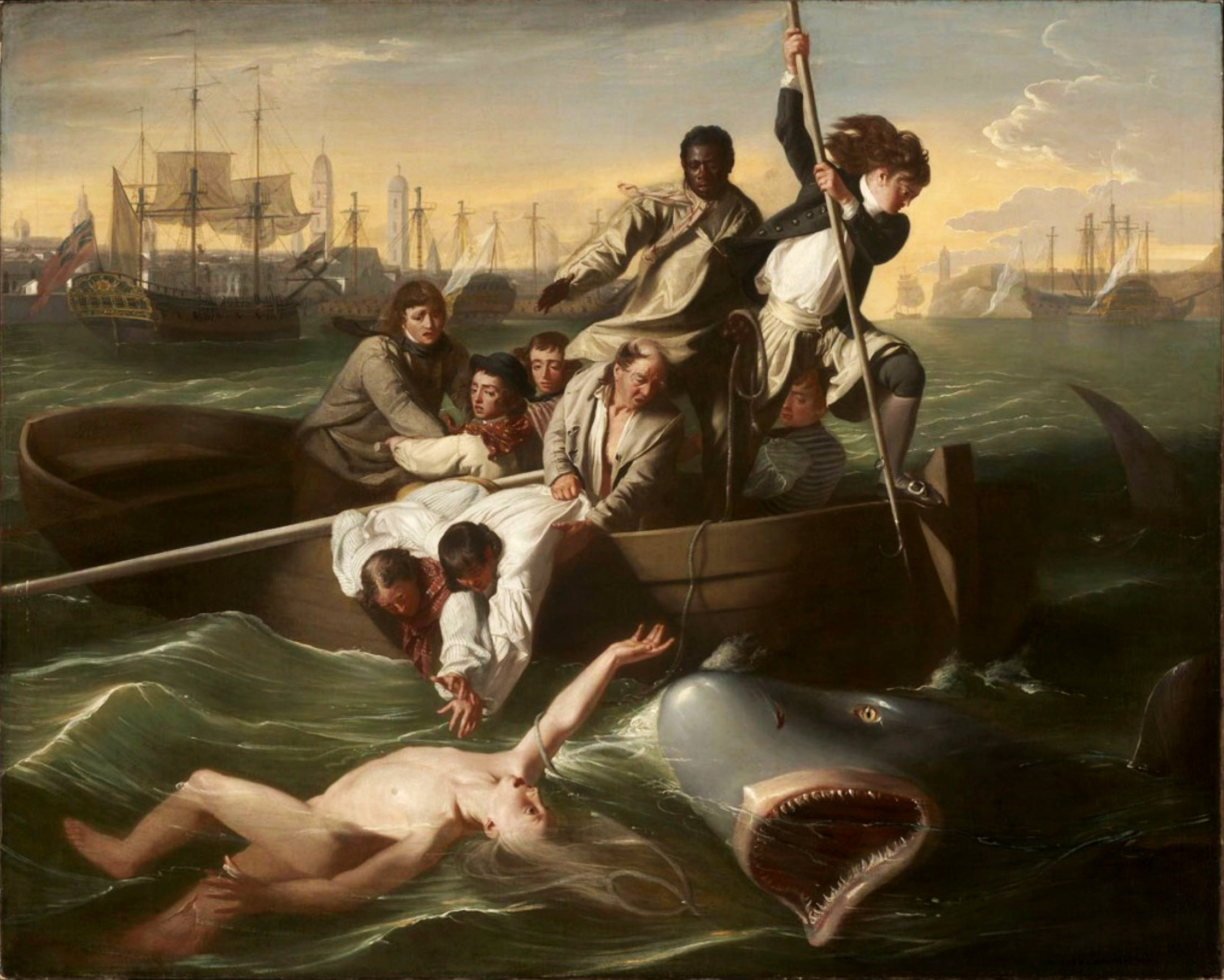
『ワトソンと鮫』（1778年、ジョン・シングルトン・コープリー）
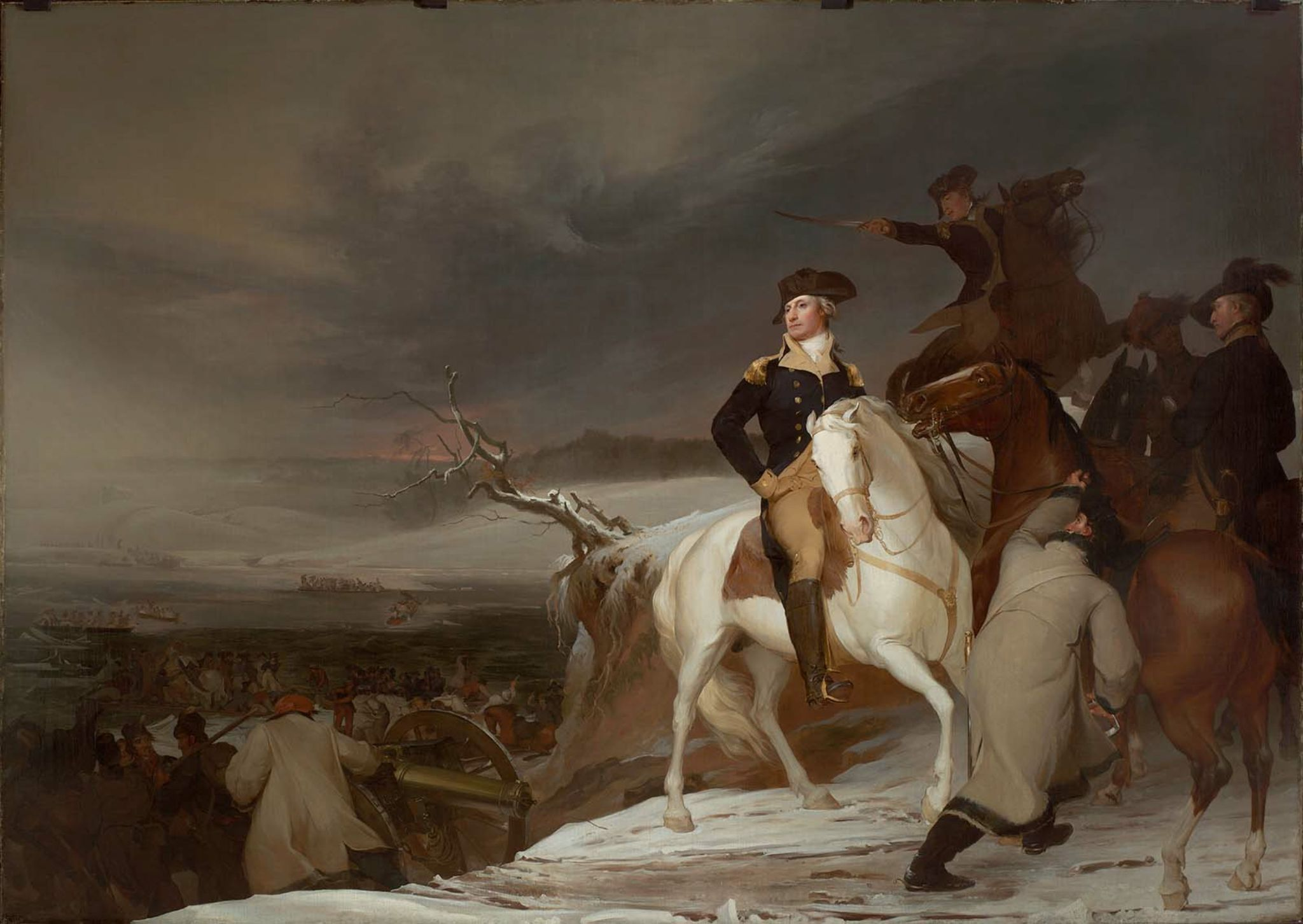
『デラウェアの渡河』（1819年、トマス・サリー）
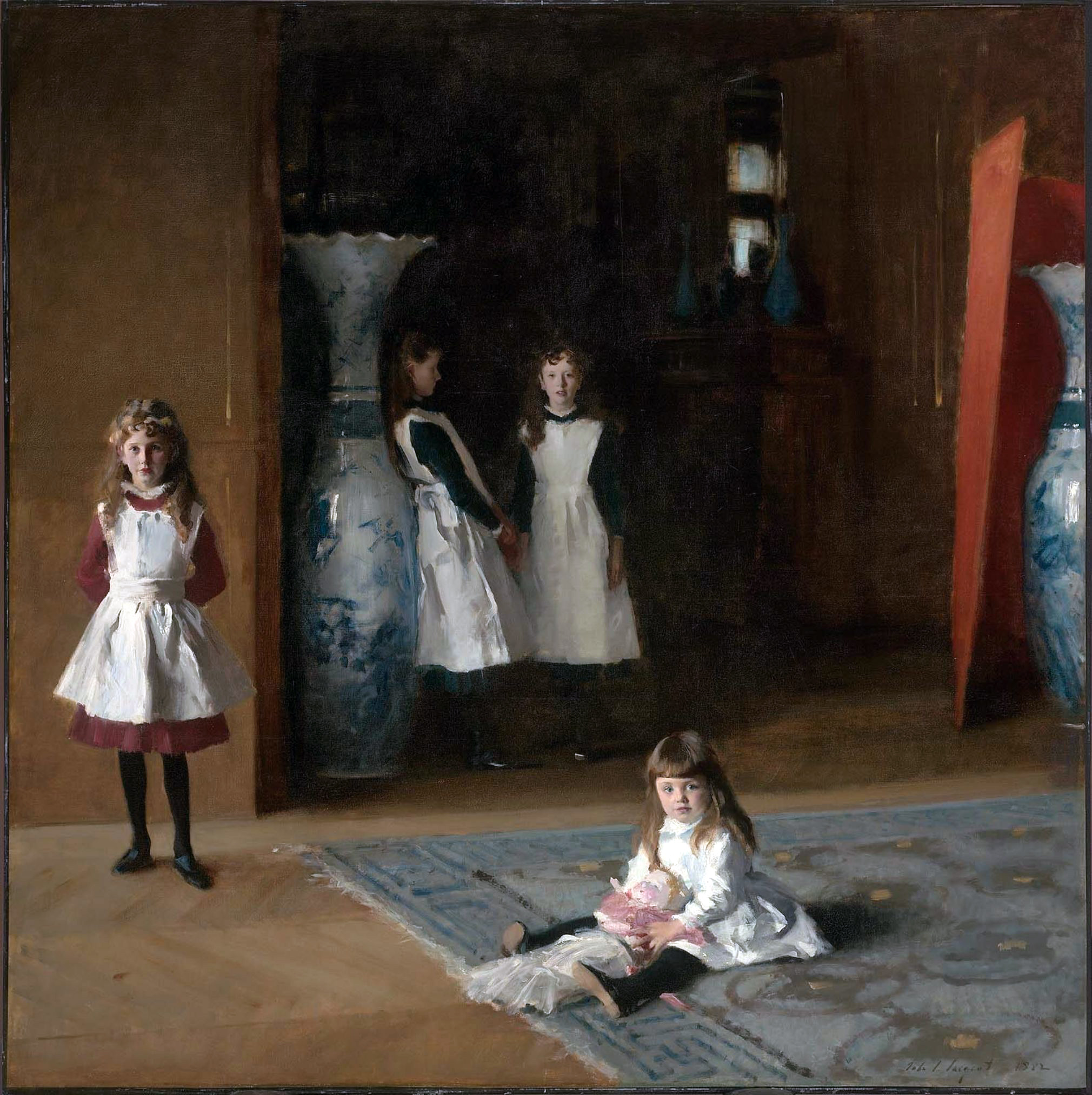
『エドワード･ダーレイ･ボイトの娘たち』（1882年、ジョン・シンガー・サージェント）

### 日本

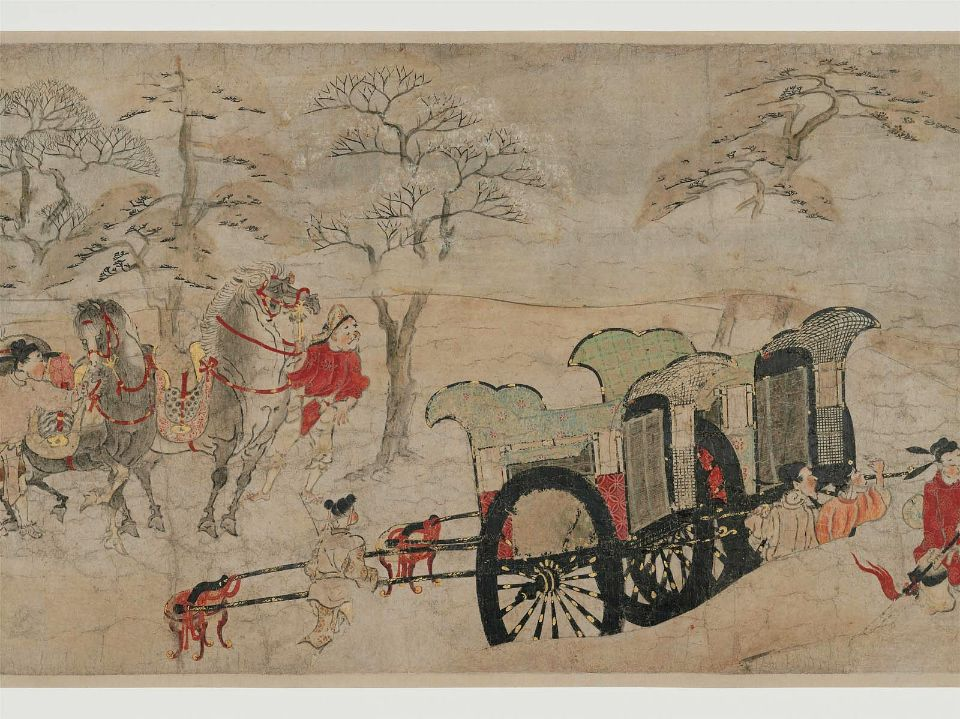
『吉備大臣入唐絵巻』（平安時代）
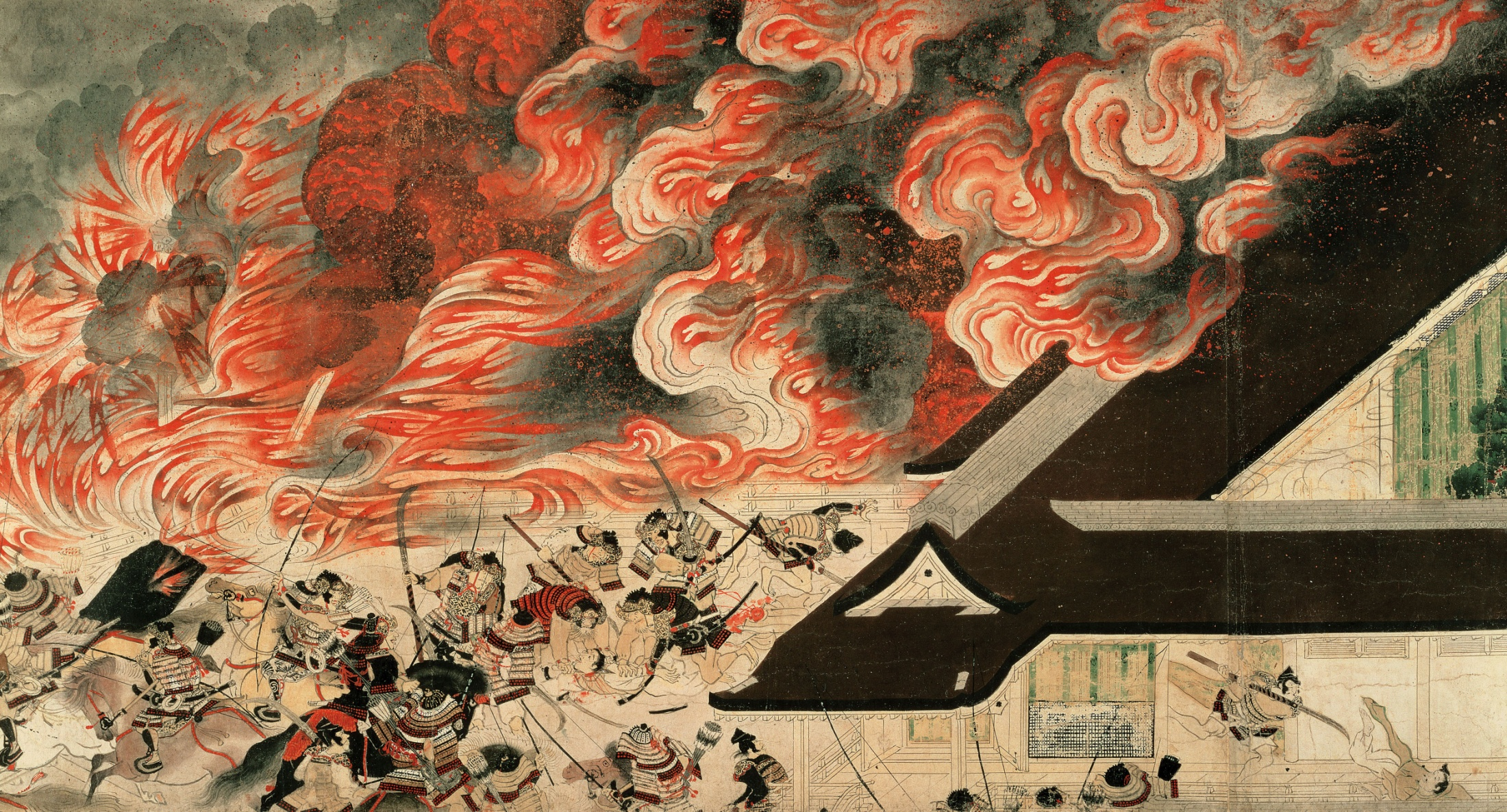
『平治物語絵巻』（鎌倉時代）

### その他

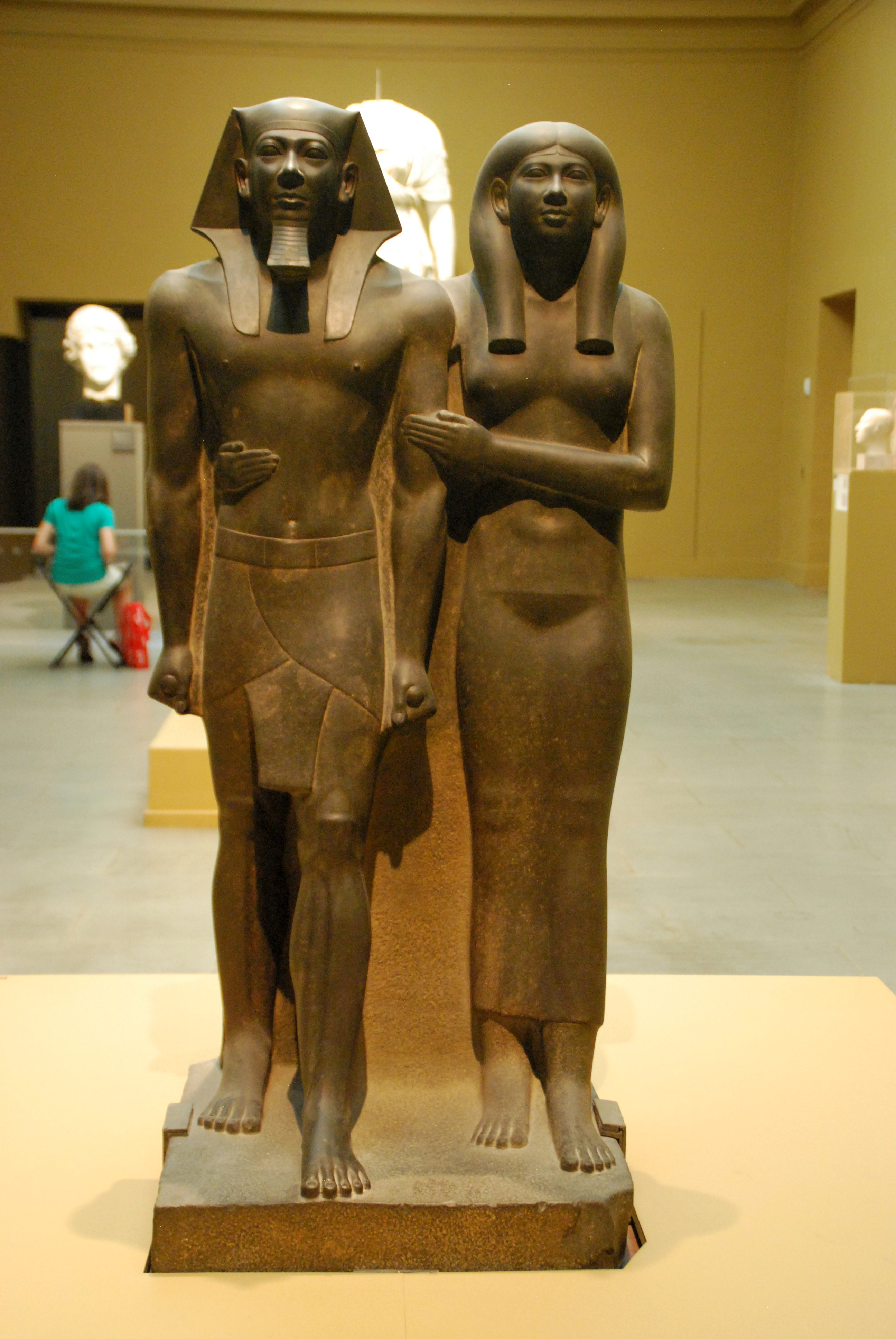
『メンカウラー王と王妃像』（古代エジプト）
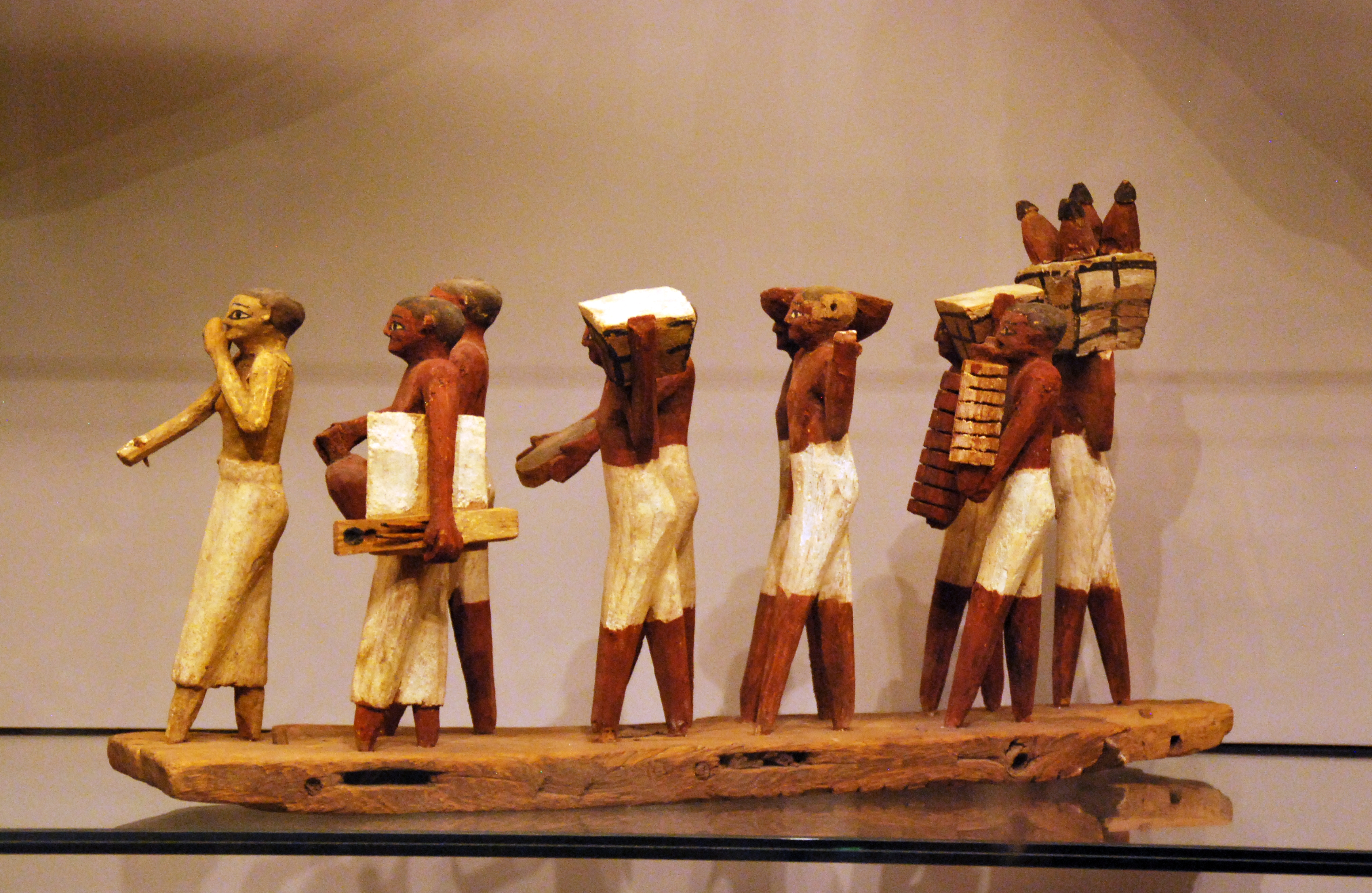
『ジェフティナクト墳墓の埋葬品群』（古代エジプト）

## 日本との関係
ボストンは貿易港としてアジア諸国との関係が深かったこともあり、ボストン美術館では早くから中国、日本、インドなどアジア地域の美術の収集に力を入れていた。中でも日本美術のコレクションは、日本国外にあるものとしては質・量ともにもっとも優れたものとして知られている。本項ではボストン美術館の日本美術コレクション形成に貢献した何名かの人物について略説する。

### モース
エドワード・シルヴェスター・モース（1838-1925）は、ボストン郊外のマサチューセッツ州セイラムに住んでいた動物学者であった。モースは日本では大森貝塚の発見者および縄文土器の名付け親として知られているが、彼の来日目的は考古学の研究ではなく、日本近海に住む腕足類という原始的な海生生物の採集のためであった。1877年、船で横浜に着いた彼は、横浜から東京へ向かう列車の窓から偶然、大森貝塚を発見した。モースは後に貝塚の発掘調査を行い、創立まもない東京帝国大学から発掘報告書を刊行しているが、これが日本考古学史上最初の学術的発掘調査とされている。当初3か月の滞在予定で来日したモースは東京大学の教師となり、前後3回の来日で通算2年半滞在することになった。この間、モースは日本の陶磁器や各種民俗資料の収集に励んだ。彼が日本の陶器を集めるきっかけとなったのは、ある店で自分の研究対象である貝の形をした陶器を見付け、購入したことだったという。知人から、その貝形の陶器は骨董品でも何でもない安物だと聞かされたモースは、一念発起して陶磁器の勉強を始め、日本人をしのぐ目利きになったという。
アメリカに帰国後の1892年、彼は収集した日本陶磁器約5千点をボストン美術館へ譲渡した。これらの陶磁器は、科学者の収集らしく、産地や作風別に系統的に分類され、モース自身がすべての作品についての解説を書いたカタログを著している（陶磁器以外の民俗資料などの収集品はセイラムのピーボディ博物館にある）。モースはアメリカへ帰国後、日本のすばらしさを友人たちに熱心に語り、しきりに日本行きを勧めた。後述するフェノロサとビゲローの来日もモースが仲立ちしたものであった。

### フェノロサ
アーネスト・フェノロサ（1853-1908）は、日本の近代美術史を語る上で忘れてはならない研究者・コレクターである。フェノロサは、モースと同じセイラムに住む知り合い同士であった。東京帝国大学が政治学の教授を捜していることを知ったモースはフェノロサをその職に推薦した。フェノロサは1878年に来日。アメリカで絵を学んだこともあった彼は日本絵画に魅せられ、政治学や哲学の講義のかたわら、日本美術の研究と収集に没頭するようになった。
彼は特に狩野派の絵を高く評価し、東京で生まれた自分の息子にアーネスト・カノーと名付けるほど狩野派に心酔する一方で、南画（文人画）はだめな絵であるとして徹底的に攻撃した。ついには狩野派の画家に入門し、「狩野永探」という画号まで得ている。明治維新後まもない当時の日本では伝統美術は衰微し、軽んじられていたが、フェノロサは著述、講演などを通じて日本美術の優秀性を人々に説いた。また、文部省の依嘱を受けて近畿地方を中心とした社寺の宝物調査を行った。教え子で当時の文部官僚であった岡倉天心とともに法隆寺の秘仏・夢殿観音（救世観音）を調査したことはよく知られている。フェノロサはアメリカへ帰国後、ボストン美術館日本部（のち「東洋部」となる）の初代部長となった。また、日本で収集した「平治物語絵巻」、俵屋宗達筆「松島図屏風」などの膨大な美術コレクションを館に寄託した。これらはフェノロサの死後の1911年に正式に館に寄贈された。フェノロサのコレクションを一括して買い取ってボストン美術館へ遺贈したのは、資産家のチャールズ・ゴダード・ウェルド（1857－1911）という人物で、コレクションはウェルドの名を付して「フェノロサ＝ウェルド・コレクション」と呼ばれている。

### ビゲロー
医師であったウィリアム・スタージス・ビゲロー（1850-1926）もモースの知り合いで、1882年、モースの3度目の来日に同行して来日した。短期の観光旅行のつもりで来日したビゲローは日本の文化や伝統をこよなく愛し、短期の一時帰国を除けばその後7年も日本に滞在することとなった。和服や日本食を好み、天台宗の三井寺（園城寺）に入門して修行し、「月心」という法名を得ている。また、彼は当時の日本の画家や美術研究者に援助を差し伸べ、岡倉天心の日本美術院創設に際して2万円を寄付するなど、日本の美術界の発展に貢献した。また、奈良時代絵画の貴重な遺品である「法華堂根本曼荼羅」を筆頭に多くの日本の美術品を収集した。肉筆浮世絵画700点を含む絵画4000点、浮世絵版画約34000点をはじめとした彼のコレクションは、1911年ボストン美術館へ寄贈された。ボストン美術館全体の浮世絵版画点数は約54000点（三枚続のような続版を1件とすると44000件）なので、ビゲローの収集品だけで全体の63％を占める事となる。
フェノロサのコレクションが絵画中心であるのに対し、ビゲローのコレクションは幅が広く、金工、漆工、染織、刀剣甲冑なども含まれている。ビゲローの遺骨は遺言により日本にも分骨され、三井寺の法明院にはフェノロサの墓と並んでビゲローの墓が建てられている。

### 岡倉天心と富田幸次郎

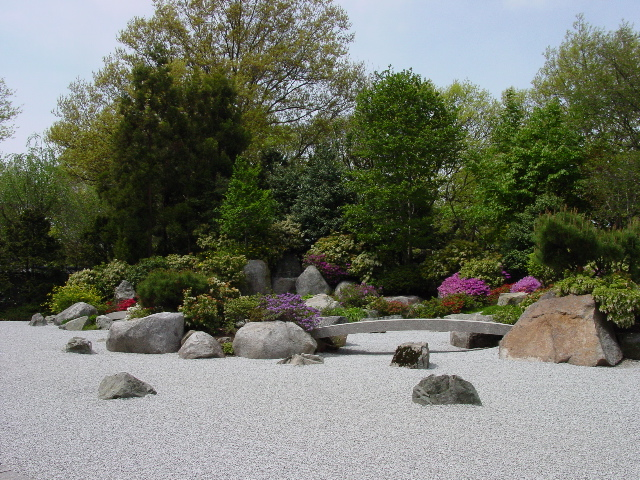
天心園

岡倉天心（1862-1913）は、東京美術学校（後の東京芸術大学）創設に尽力し、日本美術院を創設して日本画を興すなど、近代日本の美術史研究、美術教育、伝統美術の復興、文化財保護などに多大な貢献をした人物で、英文の著作を通じて日本文化を外国へ紹介することにも尽力した。彼は1904年にボストン美術館へ入り、1910年には東洋部長となった。ボストン美術館には快慶作・弥勒菩薩立像など、天心のコレクションも入っている。
富田幸次郎（1890-1976）は、天心の弟子で10代の時から半世紀以上ボストン美術館に在職、1931年から1962年までは東洋部長の地位にあって、日米の文化交流に貢献した。日本の絵巻物の代表作である「吉備大臣入唐絵巻」は、1932年、富田を介しボストン美術館に所蔵になり、当時の世相下で、富田は日本の貴重な美術品をアメリカに売った「国賊」とののしられた。実はこの絵巻はボストン美術館に入る数年前から日本国内で売りに出ていたものだったが、不況下の日本で買い手がつかないため、ボストン美術館が購入したというのが真相だった。

## 交通アクセス
MBTAグリーンラインE支線「Museum of Fine Arts」駅下車。なお、グリーンラインは線内各支線への直通列車を運行しており、E支線直通列車を選んで乗車した場合、E支線が分岐するCopley駅での乗り換えは不要。

## 参照
1. ↑  “The Art Newspaper Ranking VISITOR FIGURES 2016” (PDF).   The Art Newspaper. 2017年10月18日閲覧。
2. ↑  A Museum Expansion Fact Sheet
3. ↑  『ボストン美術館　日本美術総合調査図録』（2冊組：中央公論美術出版、2022年）がある
4. ↑  池上英洋『西洋美術史入門 実践編』筑摩書房、2014年、口絵12頁。ISBN 978-4-480-68913-9。
5. ↑  評伝に、橘しづゑ『ボストン美術館　富田幸次郎の五〇年　たとえ国賊と呼ばれても』（彩流社、2022年）
6. ↑  堀田謹吾『名品流転　ボストン美術館の「日本」』（日本放送出版協会、2001年）に詳しい。